# Ramaswamy Venkataraman

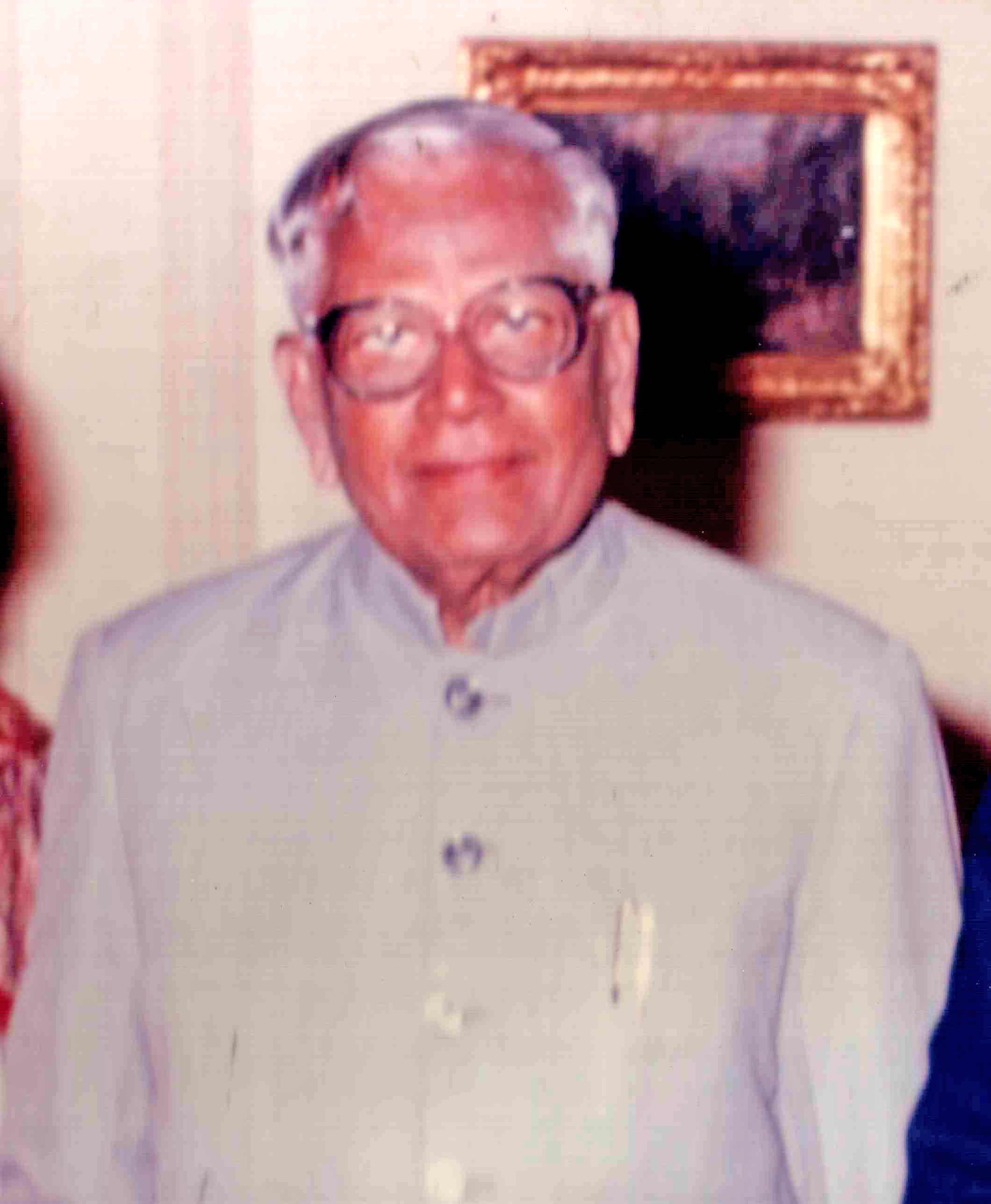
Ramaswamy Venkataraman

Ramaswamy Venkataraman, född 4 december 1910 i byn Rajamadam i distriktet Thanjavur, Tamil Nadu, död 27 januari 2009 i Delhi, var en indisk domare och politiker (kongresspartiet) som tjänstgjorde som Indiens president 1987–1992. 
Han tog ekonomexamen från universitetet i Madras och senare även juridisk examen från samma universitet.

## Politisk karriär i urval
- Ledamot i Lok Sabha 1952–1957, 1977–1980
- Delstatsminister i Madras 1957–1967
- Federal finansminister 1980–
- Federal försvarsminister
- Indiens vicepresident 1984–1987
- Indiens president 1987–1992